# Callevopsis striata
Genre
Synonymes
- Opsaltella Mello-Leitão, 1941

Espèce
Synonymes
- Opsaltella diffusa Mello-Leitão, 1941

Callevopsis striata, unique représentant du genre Callevopsis, est une espèce d'araignées aranéomorphes de la famille des Macrobunidae.

## Distribution
Cette espèce se rencontre au Chili et en Argentine.

## Description
La femelle holotype mesure 6 mm.

## Systématique et taxinomie
Cette espèce a été décrite par Tullgren en 1902.
Opsaltella diffusa a été placée en synonymie par Ramírez en 1996.
Ce genre a été décrit par Tullgren en 1902 dans les Dictynidae. Il est placé dans les Amaurobiidae puis dans les Macrobunidae par Gorneau, Crews, Cala-Riquelme, Montana, Spagna, Ballarin, Almeida-Silva et Esposito en 2023.
Opsaltella a été placé en synonymie par Ramírez en 1996.

## Publication originale
- Tullgren, 1902 : « Spiders collected in the Aysen Valley by Mr P. Dusén. » Bihang till Kongliga Svenska Vetenskaps-akademiens handlingar, vol. 28, no 4-1, p. 1-77 (texte intégral).